# Valles Calchaquíes

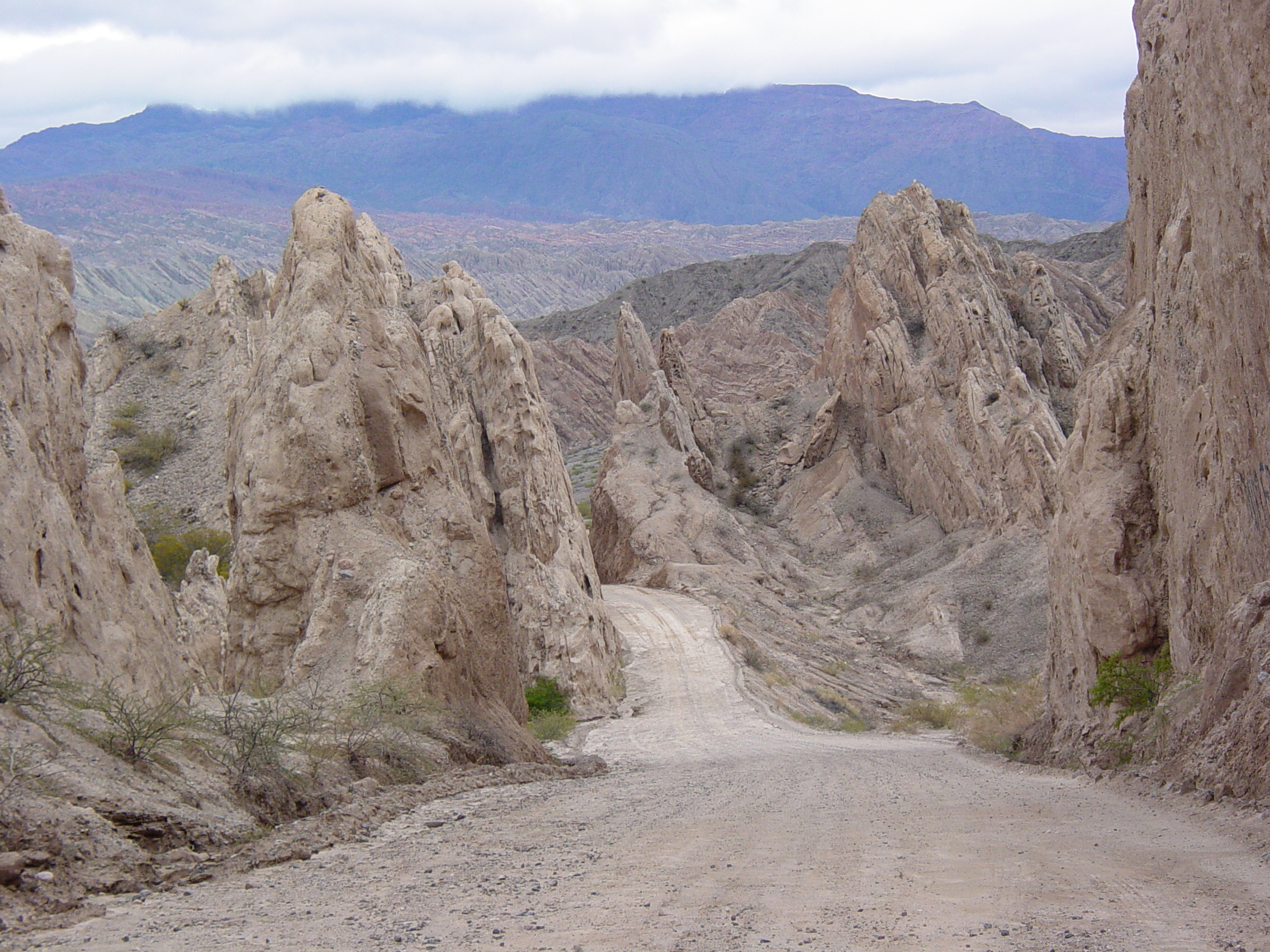
Quebrada de las flechas.

Die Valles Calchaquíes sind eine Kette zusammenhängender Täler am Ostabhang der Anden in den Provinzen Salta, Tucumán und Catamarca. Die Ruta Nacional 40 (Argentinien) durchzieht die Täler auf voller Länge.

## Naturraum

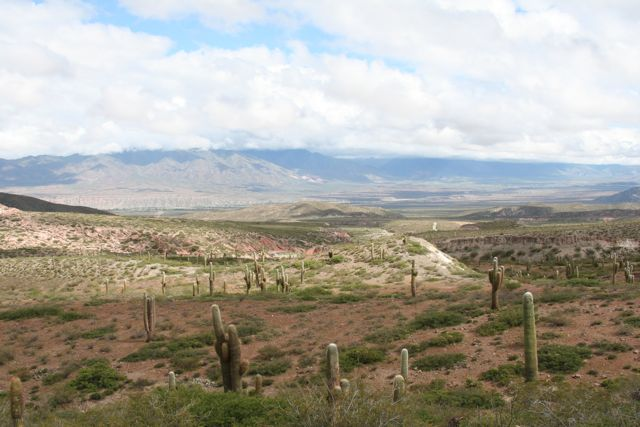
Blick auf Payogasta

Die Region wird durch die Täler der Flüsse Río Calchaquí und Río Santa Maria – beides Zuflüsse des Río Guachipas – gebildet. Die Begrenzung des Doppeltals bilden nach Osten die Cuesta del Obispo, die Cumbres de Santa Barbara und die Sierra del Aconquija, die im Cerro del Bolsón (5.550 m) ihre größte Höhe erreichen. Nach Westen trennen die Sierra de los Pastos Grandes, die Sierra de Cachi, die Sierra de Quilmes und die Sierra del Hombre Muerto vom Altiplano, beherrschender Gipfel ist hier der Cumbre del Libertador General San Martin mit einer Höhe von 6.380 m. Der Grund des ariden Hochtals besitzt eine Höhe zwischen etwa 2.500 Metern und etwa 1.700 Metern nahe Cafayate, wo durch die Quebrada de las Conchas eine Verbindung zum Valle de Lerma besteht.

## Geschichte

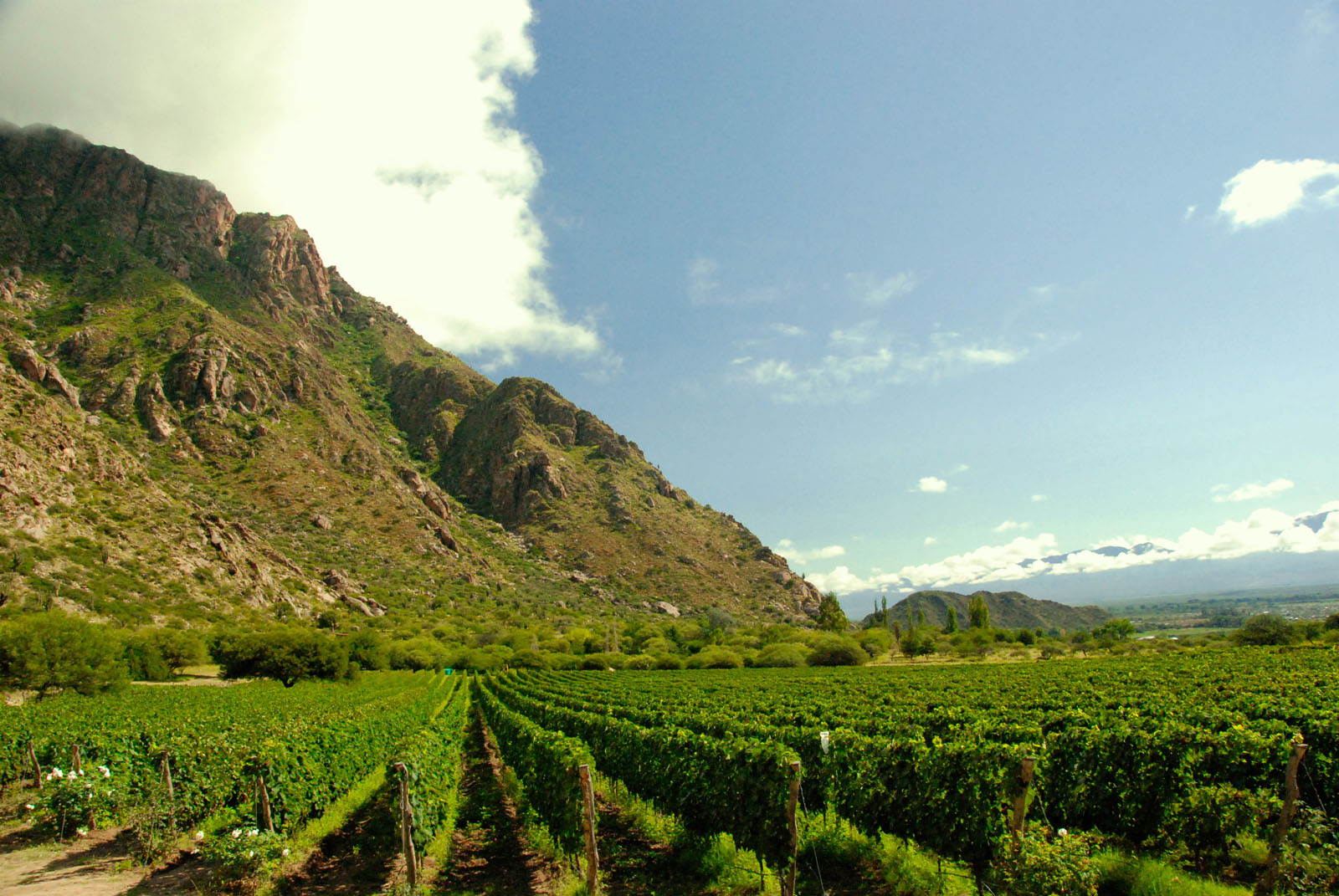
Cafayate.

Zum Zeitpunkt der Eroberung des Gebietes des heutigen Nordwestargentiniens (Región Noroeste Argentino) waren die Täler von den Calchaquí-Indianern besiedelt, die im Rahmen der Eroberung des Inka-Reichs durch Francisco Pizarro die Herrschaft der Inka abschütteln konnten. Die geographische Isolation des Gebiets führte dazu, dass erst im Verlauf des 17. Jahrhunderts ernsthafte Anstrengungen unternommen wurden, die Ureinwohner dieser Region zu unterwerfen. Zentrum der indigenen Kultur war die Bergfestung Quilmes, welche erst 1667 endgültig durch die Spanier erobert wurde. Neben der Befriedung des Gebiets und der daraus resultierenden Sicherung der Strecke zwischen dem 1582 gegründeten Salta und Chile stand die Gewinnung neuer Arbeitskräftepotentiale im Mittelpunkt der spanischen Bestrebungen.
Die Zahl spanischer und kreolischer Siedler in diesem abgelegenen Gebiet blieb bis weit ins 19. Jahrhundert sehr gering, die niedrige Bevölkerungsdichte und das trockene Klima sorgten für die Herausbildung großer Haciendas.

## Bevölkerung

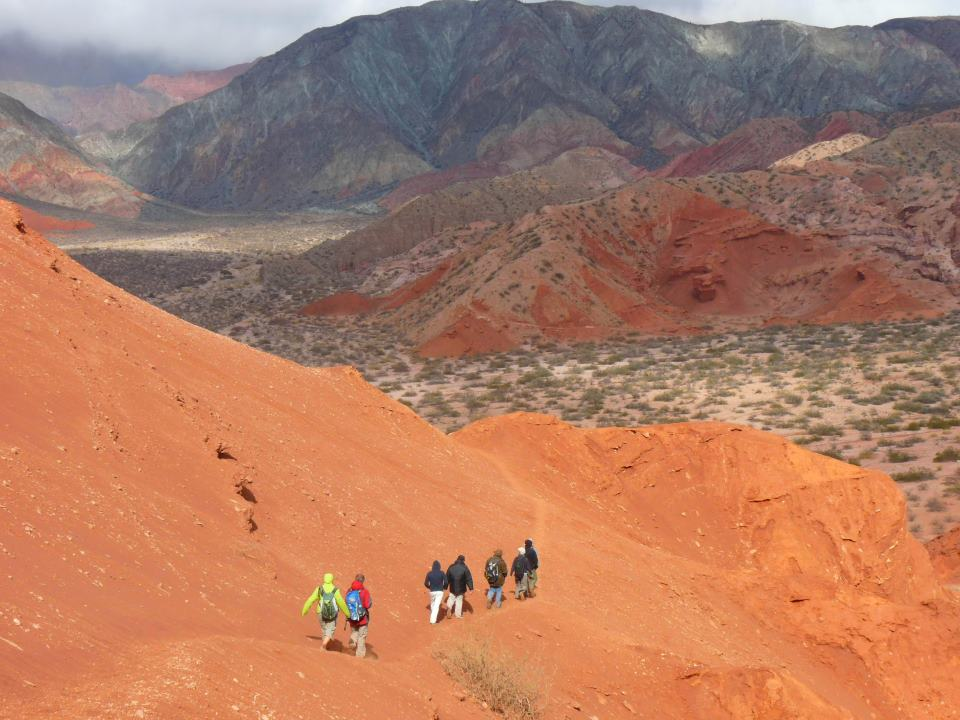
Quebrada de las Conchas

Auch heute ist der indigene Anteil an der Bevölkerung im gesamtargentinischen Vergleich recht hoch. Sie gehören meist dem Volk der Diaguita-Calchaquíes an, auch der Anteil der Mestizen ist überdurchschnittlich.
Die größte Ortschaft der Region und deren wirtschaftliches Zentrum ist Cafayate im Süden der Provinz Salta. Die hier auf die Ruta Nacional 40 treffende Ruta Nacional 68 (Argentinien) bildet den wichtigsten Zugang zu den Tälern. Weitere bedeutsame Ortschaften sind La Poma, Payogasta – hier trifft die Ruta Provincial 33 (Argentinien) nach spektakulärer Überquerung der Cuesta de Obispo auf die Nationalstraße 40 – Cachi, Molinos, Colome, Angastaco und San Carlos – alle in der Provinz Salta gelegen. In der Provinz Tucumán folgen Colalao del Valle und Amaicha del Valle, wo die Ruta Provincial 307 von Tafí del Valle eine Verbindung in Richtung der Ruta Nacional 38 (Argentinien) herstellt. In der Provinz Catamarca folgen Santa María del Yocavil, San José und Punta del Balasto. Von hier aus besteht über die teilweise unbefestigte Ruta Provincial 47 eine Verbindung mit Andalgalá.

## Wirtschaft
Die Landwirtschaft wird durch den expandierenden Weinbau geprägt (→ Weinbau in Argentinien), auch der Anbau von Paprika ist bedeutend. Andere Produkte wurden weitestgehend verdrängt und dienen heute hauptsächlich der Deckung des Eigenbedarfs. In Criadero Coquera werden durch das argentinische Agrarinstitut INTA Versuche zur Zucht von Vicuñas unternommen. Auf den kargen Hänge und Hochflächen um das Tal werden Alpakas und Lamas gehalten, die Wolle dieser Neuweltkamele wird lokal verarbeitet und zum Verkauf angeboten.
Der Tourismus, welcher sich auf Cachi, Cafayate und Quilmes konzentriert, ist heute gleichermaßen bedeutsam.

## Sehenswürdigkeiten
Weitere Sehenswürdigkeiten:

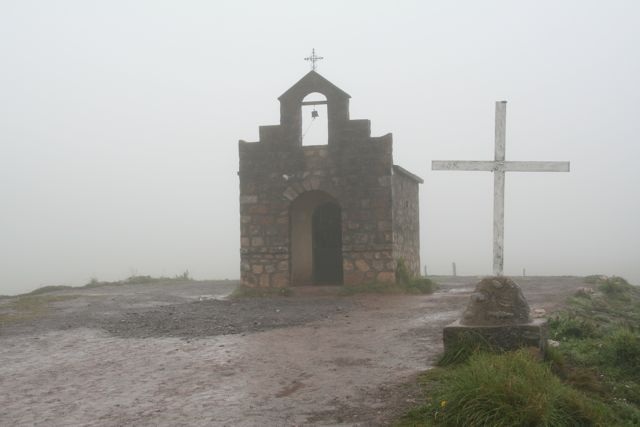
Kapelle am Piedra de Molino

- Cuesta del Obispo (Hang des Bischofs) – Auf der Fahrt von Chicoana nach Payogosta windet sich die unbefestigte Ruta Provincial 33 fast 1.500 m entlang eines Steilhangs zur Piedra del Molino (3.348 m) und zum Nationalpark Los Cardones hinauf.
- Pueblitos (Kleine Städte) – Die Ortschaften südlich von Cachi besitzen ihr eigenes Flair; im April färbt sich Angostaco rot von zum Trocknen ausgebreiteten Chilischoten, Tolombon bietet prähispanische Ruinen.
- Quebrada de las Flechas (Schlucht der Pfeile) – Helle Sandsteinformationen prägen das enge Tal zwischen Angastaco und San Carlos, teilweise ergibt sich das Bild einer Mondlandschaft.
- Quebrada de las Conchas

Die Anbindung der Region an das öffentliche Verkehrsnetz ist noch rudimentär, durchgehende Busse entlang der teilweise in schlechtem Zustand befindlichen Nationalstraße 40 gibt es nicht.